# Vicia lenticula
Vicia lenticula är en växtart i släktet vickrar och familjen ärtväxter. Den beskrevs av David Heinrich Hoppe och fick sitt nu gällande namn av Victor von Janka.
Arten är en ett- eller flerårig ört som förekommer från Medelhavsområdet till Kaukasus och tropiska Afrika.